# Cmentarz wojenny żołnierzy niemieckich z I wojny światowej w Ełku
Cmentarz wojenny żołnierzy niemieckich z I wojny światowej w Ełku – wojskowy cmentarz żołnierzy niemieckich poległych w 1914 roku w I wojnie światowej w Ełku. Obiekt figuruje w Rejestrze Zabytków – nr rej.: 965 z 23.08.1993.

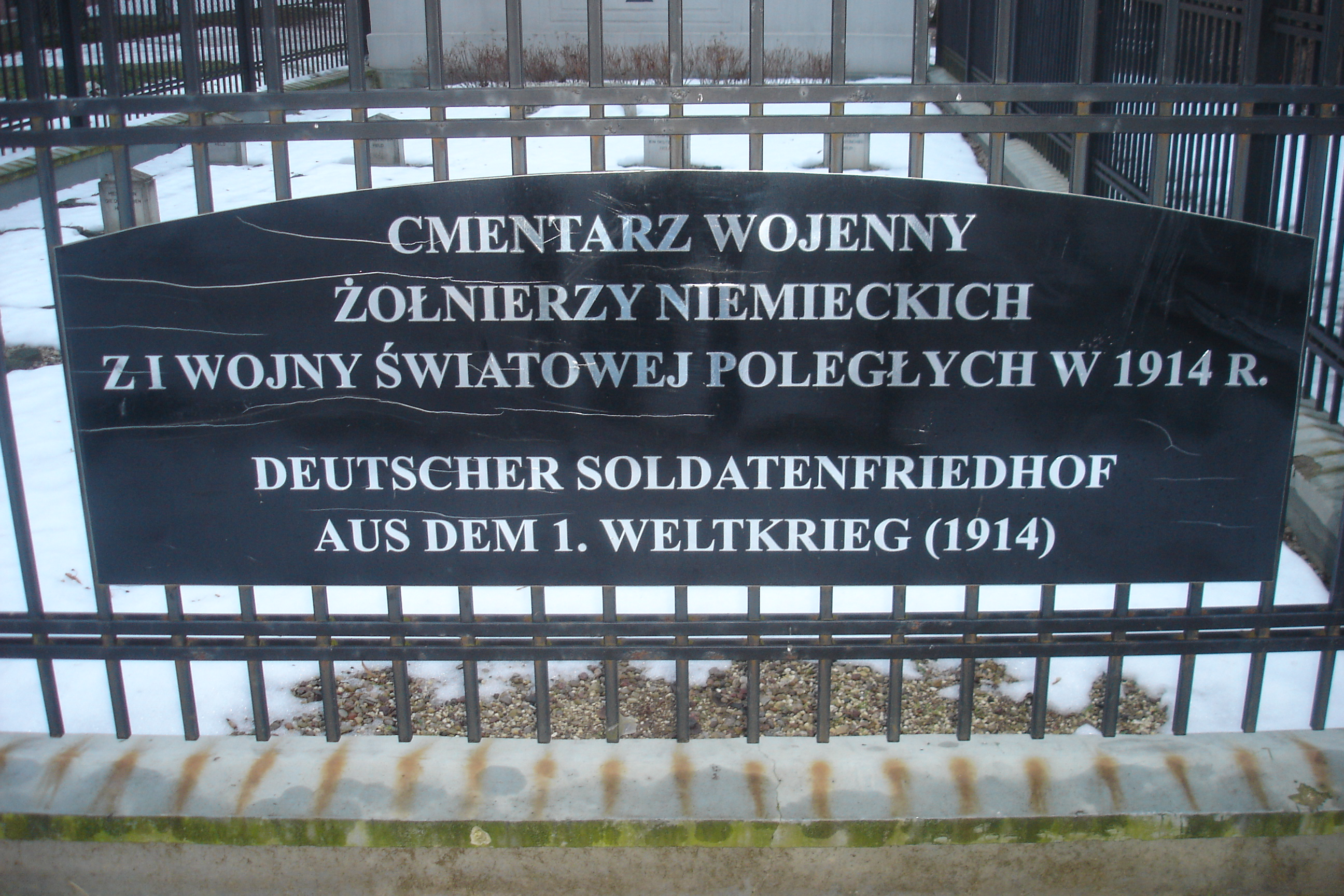
Dwujęzyczna tablica na ogrodzeniu

Cmentarz jest zlokalizowany przy ul. Kajki w północnej części miasta w otoczeniu bloków mieszkalnych oraz stadionu lekkoatletycznego przy Zespole Szkół nr 1 w Ełku. Na cmentarzu znajduje się dziesięć kwater (8 pojedynczych i 2 zbiorowe), w których spoczywa 31 żołnierzy niemieckich poległych w 1914 roku (według karty cmentarnej 21 zidentyfikowanych). Został odrestaurowany w 2007 roku. Na ogrodzeniu od strony ulicy Kajki widnieje dwujęzyczna polsko-niemiecka tablica.